# Херлихи, Дэвид
Не следует путать с тёзкой, писателем-историком David V. Herlihy, автором «Bicycle: The History» («История велосипеда») — его сыном.
Дэвид Херлихи (англ. David Herlihy; 8 мая 1930, Сан-Франциско, Калифорния — 15 февраля 1991 или 21 февраля 1991) — американский историк-медиевист. Доктор философии (1956), профессор Брауновского университета. Член Американского философского общества (1990).

## Биография
Учился в Университете Сан-Франциско. Получил магистерскую степень в Католическом университете в Вашингтоне (1953).
Степень доктора философии получил в Йеле. К преподавательской деятельности приступил в Брин-Море (с 1955 по 1964 год). С 1964 по 1972 год преподавал в Висконсинском университете. Затем еще год — в стэнфордском Center for Advanced Study in the Behavioral Sciences.
В 1973—1986 годах преподавал историю экономики в Гарварде.
Являлся президентом Американской исторической ассоциации. Оказал влияние на Anthony Molho; под его началом получил докторскую степень Сэмюэл Кон.
Скончался от осложнений рака. Его супруга Patricia Herlihy также была историком; остались пятеро сыновей и дочь.
Его неопубликованные лекции 1985 года вышли посмертно, под редакцией Сэмюэла Кона как The Black Death and the Transformation of the West (Harvard University Press, 1997) {Рецензия}.
Основные труды
- Pisa in the Early Renaissance: A Study of Urban Growth (1958) — первая книга
- Medieval and Renaissance Pistoia: The Social History of an Italian Town (1967)
- Medieval Households (Harvard University Press, 1985)